# Batracomorphus orion
Batracomorphus orion är en insektsart som beskrevs av Knight 1983. Batracomorphus orion ingår i släktet Batracomorphus och familjen dvärgstritar. Inga underarter finns listade i Catalogue of Life.